# Политрифторхлорэтилен
Политрифторхлорэтилен, PCTFE (-CF2-CFCl-)n - представляет собой высокомолекулярный гомополимер трифторхлорэтилена. В России PCTFE выпускается  под торговой маркой фторопласт-3  по ГОСТ 13744-83 Архивная копия от 6 октября 2016 на Wayback Machine , относится к числу первых фторсодержащих полимеров, получивших большое практическое значение и промышленное развитие.
Зарубежными аналогами фторопласта-3 являются: Kel-f (3M Corp),   Alcon (Allied Signal), Aclar (Honeywell International Inc.), Plascon (Allied Signal),  Voltalef  (Arkema A.G.), Neoflon PCTFE (Daikin Industries, Ltd), Hostaflon C2 (Hoechst/Dyneon), Fluon (ICI).

## Свойства
Фторопласт-3 является кристаллическим полимером. Температура стеклования аморфной фазы 50 °C, ниже неё кристаллизация не наблюдается в течение длительного времени, выше неё начинается кристаллизация, скорость которой возрастает с повышением температуры до 170°. Температура плавления кристаллической фазы около 215 °C. Поддаётся закалке: быстрое охлаждение расплавленного полимера приводит к уменьшению содержания кристаллической фазы до 30—40 %. При нагревании до 300—315 °C разлагается и окрашивается в тёмно-коричневый (до чёрного) цвет.
Физико-механические свойства фторопласта-3 зависят от степени кристалличности. По сравнению с фторопластом-4 он имеет большую пластичность, однако меньшую на 80—100 °C термическую стойкость. Без нагрузки может эксплуатироваться в интервале температур от плюс 125 до минус 195 °C; под нагрузкой — от плюс 70 до минус 60 °C. На холоде фторопласт-3 нерастворим ни в каких органических растворителях. При повышенных температурах растворяется в мезитилене, тетрахлорметане, бензоле, толуоле, ксилоле, циклогексане и во фторированных углеводородах.
Диэлектрические свойства фторопласта-3 уступают свойствам фторопласта-4, что связано с большей полярностью, благодаря которой растут диэлектрические потери. При нагревании выше 120 °C его диэлектрические свойства значительно ухудшаются. По химической стойкости фторопласт-3 также уступает фторопласту-4, но он устойчив к действию кислот различных концентраций, растворов щёлочей, перекисей и органических растворителей. Под влиянием радиоактивных излучений фторопласт-3 претерпевает деструкцию с образованием различных продуктов распада, в том числе хлора и фтора.
Фторопласт-3 перерабатывается методами прессования, литья под давлением и экструзии. Практическое отсутствие хладотекучести позволяет применять его при высоких давлениях.

## Получение
Полимеризация трифторхлорэтилена отличается небольшой скоростью и получением полимеров относительно невысокой молекулярной массы. Фторопласт-3 получают свободнорадикальной полимеризацией в массе или растворе, водносуспензионным и эмульсионным способами.
Несмотря на экономически невыгодную малую скорость полимеризации в массе, способ лёг в основу начала промышленного выпуска фторопласта-3, поскольку позволяет получать продукт высокой степени чистоты с хорошими физико-механическими показателями. Суспензионный способ получения в водной среде более экономичен и технологичен и позволяет при значительно большей скорости процесса легко регулировать отвод теплоты реакции и молекулярную массу полимера. Вследствие необходимости проведения полимеризации при невысоких температурах инициирование процесса осуществляют редокс-системами. Как правило, суспензионный продукт отличается худшими свойствами, при равной молекулярной массе вязкость расплава суспензионного полимера выше, чем у полимера, получаемого полимеризацией в массе. Эмульсионный способ даёт полимер с более благоприятной зависимостью вязкости расплава от молекулярной массы и имеет ряд других преимуществ, однако очистка получаемого полимера от эмульгатора, коагулянта и инициирующих компонентов затруднена.

## Производство
Фторопласт-3 был впервые получен в 1934 году в германском концерне IG Farben.
В СССР производится с 1951 года, качественные показатели регламентированы ГОСТ 13744—76. Высокомолекулярный фторопласт-3 выпускают в виде белого рыхлого порошка трёх марок:
- «А» — для получения композиций;
- «Б» — для получения масел и смазок, суспензий, изделий, изготовляемых методами экструзии, прессования, литья под давлением и для порошкового напыления;
- «В» — для получения изделий методом прессования композиций.

В виде суспензии в органических жидкостях фторопласт-3 выпускается трёх марок:
- «С» — суспензия, приготовленная на чистом этиловом спирте;
- «СК» — нестабилизировапная суспензия (полимер диспергирован в смеси этилового спирта и ксилола);
- «СВ» — стабилизированная суспензия (полимер диспергирован в смеси спирта с водой с добавкой ПАВ).

## Применение
Фторопласт-3 применяют для получения антикоррозийных покрытий по металлу, стеклу, фарфору, керамике (в виде суспензии), получения плёнок и листов для антикоррозионных обкладок ёмкостей, аппаратуры, изготовления прокладок и уплотнений. В качестве антикоррозионного покрытия фторопласт-3 значительно превосходит политетрафторэтилен (Ф-4) и многие другие материалы. Коэффициент диффузии у Ф-3 примерно в 100 раз меньше, чем у ПТФЭ. Покрытия из него практически бездиффузионны. Водопоглощение его фактически равно нулю. Коэффициент диффузии паров воды через плёнку фторопласта-3 равен (1.79-3.06)•10−17кг/(м•с•Па).
Фторопласт-3 не оказывает никакого воздействия на вкус и запах пищевых продуктов, поэтому он применим для изготовления деталей машин для обработки пищевых продуктов и покрытия металлических форм и конвейерных лент. Эти покрытия устраняют адгезию и не требуют смазки, они выдерживают длительный нагрев до плюс 100 °C и кратковременный до плюс 120 °C. Плёнки, покрытия и изделия из Ф-3 могут быть использованы в фармацевтической промышленности и в медицине. Пиролизом Ф-3 можно получать масла и смазки.

## Модификация
Фторопласт-3М является модифицированным политрифторхлорэтиленом, отличающимся меньшей скоростью кристаллизации, меньшим размером образующихся при кристаллизации сферолитов и более высокой молекулярной массой. Изделия из фторопласта-3М более прозрачны, чем изделия из фторопласта-3, их свойства практически не зависят от скорости охлаждения. Отсутствие необходимости в закалке упрощает технологию прессования, нанесения покрытий.
В зависимости от назначения и способов переработки выпускается 2 марки:
- «А» — предназначена для изготовления плёнок, лент, трубок и других фасонных изделий методами экструзии, литья под давлением, прессования и для использования в качестве оптического материала;
- «Б» — предназначена для изготовления различных изделий методом прессования.

## См.также
- 1,1,2-Трифтор-2-хлорэтилен
- Фторопласты